# Базчале
Базчале (перс. بزچاله) — село в Ірані, у дегестані Шуиїл, у бахші Рахімабад, шагрестані Рудсар остану Ґілян. У переписі 2006 року вказане як окремий населений пункт, але без відомостей про чисельність населення.

## Клімат
Середня річна температура становить 9,42 °C, середня максимальна – 24,97 °C, а середня мінімальна – -7,42 °C. Середня річна кількість опадів – 381 мм.
| Клімат поселення                              | Клімат поселення | Клімат поселення | Клімат поселення | Клімат поселення | Клімат поселення | Клімат поселення | Клімат поселення | Клімат поселення | Клімат поселення | Клімат поселення | Клімат поселення | Клімат поселення | Клімат поселення |
| Показник                                      | Січ.             | Лют.             | Бер.             | Квіт.            | Трав.            | Черв.            | Лип.             | Серп.            | Вер.             | Жовт.            | Лист.            | Груд.            |                  |
| Середній максимум, °C                         | 2,92             | 3,76             | 6,38             | 12,86            | 18,38            | 22,60            | 24,97            | 24,81            | 20,96            | 17,40            | 11,36            | 5,25             |                  |
| Середня температура, °C                       | −2,25            | −1,44            | 1,19             | 7,69             | 13,20            | 17,42            | 20,39            | 20,22            | 16,38            | 12,81            | 6,79             | 0,67             |                  |
| Середній мінімум, °C                          | −7,42            | −6,62            | −3,99            | 2,50             | 8,02             | 12,25            | 15,77            | 15,63            | 11,78            | 8,22             | 2,17             | −3,93            |                  |
| Норма опадів, мм                              | 36               | 39               | 60               | 47               | 38               | 13               | 11               | 9                | 13               | 33               | 39               | 43               |                  |
| Середньомісячна швидкість вітру, м/с          | 1.95             | 2.51             | 2.66             | 2.96             | 2.43             | 2.23             | 2.12             | 1.91             | 1.83             | 1.91             | 2.22             | 1.94             |                  |
| Середньомісячна сонячна радіація, кДж/м²·день | 7801             | 10282            | 12743            | 16749            | 20667            | 23423            | 23377            | 20769            | 17451            | 12710            | 9462             | 7447             |                  |
| --------------------------------------------- | ---------------- | ---------------- | ---------------- | ---------------- | ---------------- | ---------------- | ---------------- | ---------------- | ---------------- | ---------------- | ---------------- | ---------------- | ---------------- |
| Джерело:                                      |                  |                  |                  |                  |                  |                  |                  |                  |                  |                  |                  |                  |                  |